# Emile Van Damme-Sylva
Pour les articles homonymes, voir Van Damme.
Emile Van Damme-Sylva, né à Bruxelles le 6 mars 1853 et mort à Uccle le 11 mai 1935, est un peintre belge.
Son champ pictural couvre la peinture animalière, les paysages et les figures. En 1916, il dispense les premiers cours de dessin que reçoit René Magritte.

## Biographie

### Famille
Emile (Emile Emmanuel) Van Damme-Sylva, né sous le patronyme Van Damme, rue Camusel no 33 à Bruxelles le 6 mars 1853, est le fils d'Auguste Van Damme (1826), garçon de magasin, puis comptable, et de Raphaïlde Sylva (1818), tous deux nés à Grammont, où ils se sont mariés le 28 février 1851. 
Emile Van Damme-Sylva épouse à Bruxelles le 24 novembre 1877 Marie Louise Contini (1851), née à Overijse. Le couple a trois fils : Emmanuel André (1878), peintre décorateur, Maurice Jean (1881), employé et Louis (1883), employé de commerce.

### Formation
Emile Van Damme est autodidacte.

### Carrière
La première exposition du peintre date du Salon de Bruxelles de 1875, où Emile Van Damme expose Bétail au bord de l'eau. Dès lors, il est présent à plus de vingt salons triennaux belges, jusqu'en 1914, de même qu'à au moins sept Salons des artistes français. Lors du Salon de Bruxelles de 1887, sa toile La Vallée de la Dendre est acquise par le gouvernement. Il envoie également Les Bouleaux au Salon des artistes français de 1892. Il participe à l'Exposition universelle de 1893 à Chicago en présentant La Tombée du soir.
Emile Van Damme fait partie du groupe L'Essor et expose régulièrement aux salons organisés par le groupe réaliste, existant jusqu'en 1891. Il envoie également ses œuvres au Cercle artistique et littéraire de Bruxelles, de même qu'à l'exposition des beaux-arts de Namur en 1883 et, après la Première Guerre mondiale, dans des galeries artistiques bruxelloises,. 
De 1897 à 1925, Emile Van Damme est professeur de dessin, puis de composition, à l'Académie royale des beaux-arts de Bruxelles. En 1916, il dispense les premiers cours de dessin de faune et de paysage que reçoit René Magritte,.
Le 11 mai 1935, Emile Van Damme-Sylva meurt à Uccle, à l'âge de 82 ans.

## Œuvre

### Champ pictural

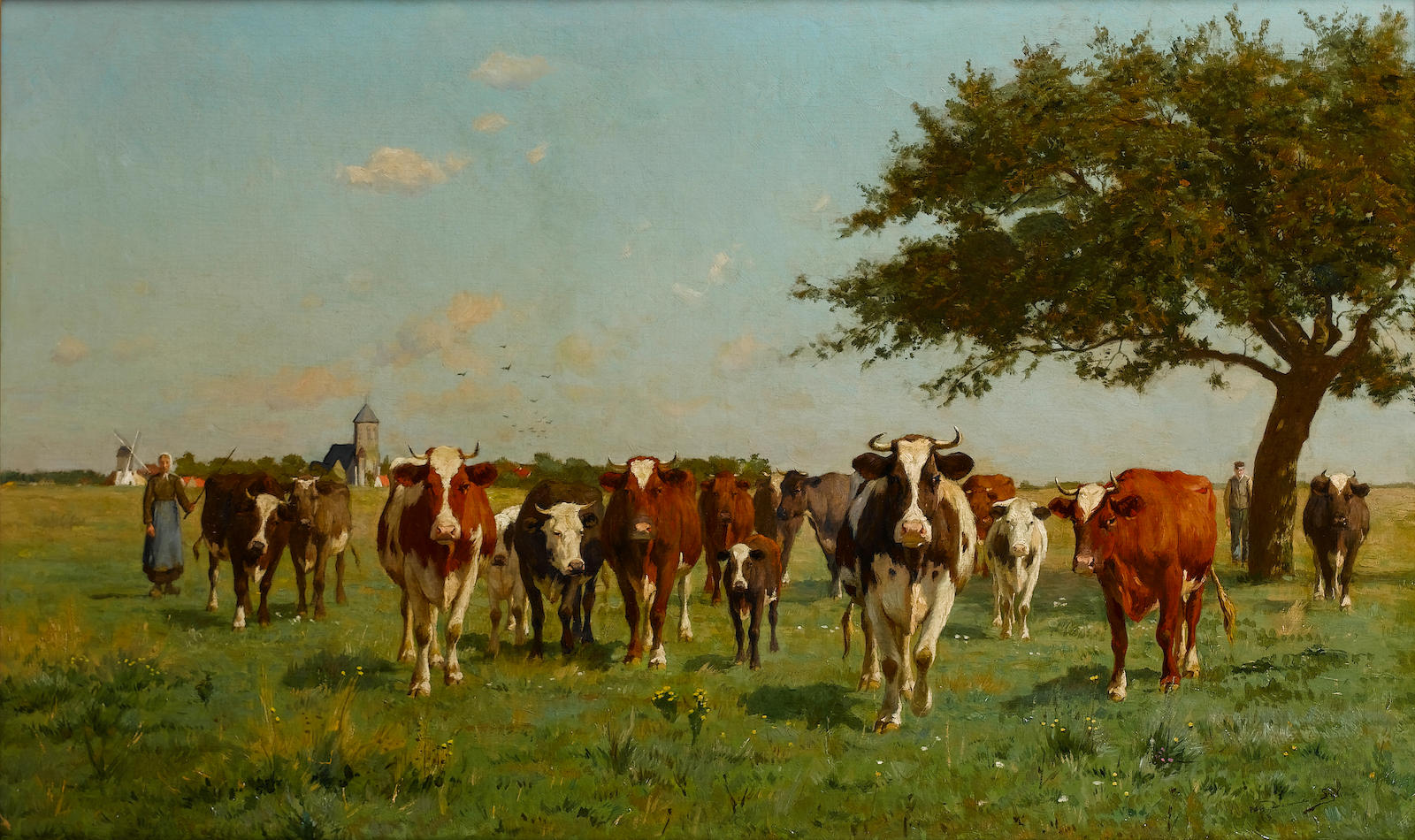
Bétail dans un pré.

Emile Van Damme peint des représentations animalières, des paysages et des figures. Ses sites de prédilection sont situés en Campine. En 1882, à l'exposition du Cercle artistique, la critique du Journal de Bruxelles déclare que l'art belge possède un animalier de plus, grâce à son tableau qui le place parmi les maîtres de valeur. Lors de l'exposition de l'Essor de 1888, le critique Fernand Nautet estime que Le Coin de verger de l'artiste est supérieur à ses vaches qui ne ressemblent pas au bétail d'Alfred Verwée. L'année suivante, le quotidien La Meuse le considère davantage comme un animalier qu'un paysagiste, ses vaches ressemblant à celles d'Eugène Verboeckhoven.
En 1921, lorsqu'Emile Van Damme expose une trentaine de toiles au Cercle artistique de Bruxelles, la critique estime que le peintre appartenant à l'ancienne école, soucieuse avant tout de conscience du métier. Parmi les œuvres présentées : Sous bois, plein de fraîcheur, À travers les dunes aux sujets bien campés dans les assombris mauves et bruns de la bruyère et Bétail dans les dunes. Une série de tableautins sont aussi accrochés aux cimaises : Temps gris, Matinée ensoleillée, Prairie au littoral, Saulaie et La Mare, consciencieusement et sobrement expressifs des plans, des horizons, et qui, à travers des adoucis de tonalité, traduisent non sans charme la poésie des coins de nature sous la caresse des atmosphères grisailles.

### Expositions

#### Belgique
- Salon de Bruxelles de 1875 : Bétail au bord de l'eau[12].
- Salon d'Anvers de 1879 : Bétail mené à l'eau[13].
- Salon de Gand (XXXIe) de 1880 : Dans les Polders[14].
- Salon de Bruxelles de 1881 : Polders près de l'Escaut, pays de Waes[15].
- Salon d'Anvers de 1882 : Polders près de l'Escaut, pays de Waes[16].
- Salon de Gand de 1883 (XXXIIe) : Pâturage en West-Flandre[17].
- Salon de Bruxelles de 1887 : La Vallée de la Dendre, près de Grammont, achetée par le roi[18].
- Salon d'Anvers de 1888 : Matinée d'octobre et Un intrus[19].
- Salon de Bruxelles de 1890 : Clairière[20].
- Salon d'Anvers de 1891 : Pâturage printanier[21].
- Salon de Gand de 1892 (XXXV) : Bétail dans les dunes et Marchand de crevettes[22].
- Salon de Bruxelles de 1893 : Dans les dunes[23].
- Salon de Gand (XXXVIe) de 1895 : Laitière[24].
- Salon de Bruxelles de 1897 : Les Bouleaux[25].
- Salon d'Anvers de 1898 : En Campine et Gardeuse de vaches[26].
- Salon de Gand (XXXVIIe) de 1899 : Chemin ensoleillé[27].
- Salon de Bruxelles de 1900 : Le Départ[28].
- Salon de Bruxelles de 1903 : Sur l'Escaut, Vaches en prairie et Bruine du matin[29].
- Salon d'Anvers de 1904 : deux paysages[30].
- Salon de Gand de 1906 (XXXIXe) : études.
- Salon de Bruxelles de 1907 : Sur la dune et Coin de prairie[31].
- Salon de Bruxelles de 1914 : Sérénité, À l'abreuvoir et À travers les dunes[32].

#### France
- Salon des artistes français à Paris de 1881 : Troupeau de vaches[33].
- Salon des artistes français à Paris de 1882 : Matinée dans les polders, près d’Anvers[33].
- Salon des artistes français à Paris de 1892 : Les Bouleaux[33].
- Salon des artistes français à Paris de 1897 : Les Pins sylvestres[33].
- Salon des artistes français à Paris de 1898 : Chemin ensoleillé[33].
- Salon des artistes français à Paris de 1899 : Troupeau de vaches[33].
- Salon des artistes français à Paris de 1901[33].

### Collections muséales
- Musée Jakob Smits, à Mol, province d'Anvers : 
  - Jeune homme avec un attelage à Mol, huile sur toile, format 63 × 78,5 cm, inventaire no 0517[34].
  - Bois de sapins au soleil (Postel), huile sur toile, format 20 × 25 cm, inventaire no 0458[35].